# Məhəmmədli
Məhəmmədli è un comune dell'Azerbaigian situato nel distretto di İmişli.